# Synergy Group
Synergy Group Corp. es un conglomerado industrial y una corporación, propiedad del empresario boliviano nacionalizado colombiano Germán Efromovich.
Con inversiones de exploración de petróleo en Colombia, Brasil y Ecuador, el grupo participa como accionista y operador de varias aerolíneas en la región. Otros negocios incluyen la extracción de gas natural en Estados Unidos, la construcción naval, infraestructuras de telefonía, centrales de energía hidroeléctrica y una compañía de exploración marina de hidrocarburos, que se extiende por nueve países alrededor del mundo.
Synergy Aerospace es un subsidiario del grupo. Con sede en Bogotá es el mayor accionista titular de Avianca Holdings, con 51,53% de la propiedad accionaria. En su calidad de división especializada en aviación y servicios aeronáuticos asociados, Synergy Aerospace, en etapa de rápida expansión, administra la gestión integrada de las aerolíneas del grupo: Avianca, de Colombia, Avianca Brasil, de Brasil, Avianca Ecuador, de Ecuador, así como de otras empresas de helicópteros, aviación ejecutiva y servicios de mantenimiento mayor de turbinas en varios países. Desde la división se lidera la extracción de Sinergias y se coordina los procesos de planeación estratégica y financiera, de planeación de flota y diseño de itinerarios de vuelo, de financiación de proyectos y el desarrollo del talento humano de las empresas.
Synergy Aerospace constituyeron en marzo de 2011 en Brasil la empresa conjunta EAE Aerospace Solutions, la cual, entre otros productos, fabricará UAV para las fuerzas armadas brasileñas que los empleará en la lucha antinarcóticos y vigilancia de las fronteras.
Synergy Aerospace fue uno de los oferentes para adquirir la aerolínea portuguesa TAP Portugal, lanzada a concurso de privatización por el gobierno de ese país pero finalmente fue la aerolínea brasileña Azul Linhas Aéreas Brasileiras, propiedad del empresario brasileño-estadounidense David Neeleman, la que consiguió comprar la compañía portuguesa.
En marzo de 2016, Synergy Aerospace adquirió la compañía argentina de vuelos privados Macair Jet, filial del Grupo Macri, propiedad del empresario ítalo-argentino Francesco Macri. Después de un proceso de negociaciones con el gobierno y las autoridades argentinas, se constituyó Avian Líneas Aéreas S.A. que será el nuevo nombre de Macair Jet. La nueva aerolínea operará la marca Avianca bajo un acuerdo de licencia de marca ya que al igual que Avianca Brasil, esta es una aerolínea totalmente independiente y no hace parte de Avianca Holdings. Se espera que comience operaciones en el primer trimestre del 2017, cuando reciba las primeras aeronaves ATR 72-600 de una orden total de doce.

## Subsidiarias
- Pacific Stratus Energy, Ltd.
- Synergy Aerospace
  - Avianca Holdings
  - OceanAir Linhas Aereas Ltda.
  - Avian Líneas Aéreas S.A.
- Synergy Europe
- Synerjet
- EAE Aerospace Solutions
- EISA Shipping Agency
- Transmeta S.A.S.
- Movich Hotel & Resort